# 第133師団 (日本軍)
第133師団（だいひゃくさんじゅうさんしだん）は、大日本帝国陸軍の師団の一つ。

## 沿革
太平洋戦争末期、武漢地区の警備と治安維持を目的として1945年（昭和20年）2月1日軍令陸甲下令により、第131師団・第132師団・第133師団の3個師団の編成が発令された。これら3個師団は、武漢方面に在った部隊から兵力を抽出して設けられた師団である。
師団の編制は、4個独立歩兵大隊から成る歩兵旅団を2個持ち、砲兵を欠いた丙師団である。しかし、これら3個師団には、7月10日付けで師団砲兵隊が設けられた。
第133師団は、満州に転用された第63師団や、後に杭州湾、満州へ転用された第70師団などからの抽出部隊を基幹に桂州地区で編成された。編成後、第6軍の指揮下に入り、第70師団の任務を引き継ぎ、寧波方面の治安警備を担当し、その地で終戦を迎えた。

## 師団概要

### 歴代師団長
- 野地嘉平 中将：1945年（昭和20年）3月1日 - 終戦[1]

### 参謀長
- 樋沢一治 中佐：1945年（昭和20年）3月23日 - 終戦[2]

### 最終司令部構成
- 参謀長：樋沢一治大佐
  - 参謀：塩川辰己少佐

### 最終所属部隊
- 歩兵第99旅団（熊本）：城戸寛爾少将
  - 独立歩兵第607大隊：中村此君生大尉
  - 独立歩兵第608大隊：水崎久雄大尉
  - 独立歩兵第609大隊：村木敏行大尉
  - 独立歩兵第610大隊：鈴木正司大尉
- 歩兵第100旅団（熊本）：羽鳥長四郎少将
  - 独立歩兵第611大隊：三浦己之助大佐
  - 独立歩兵第612大隊：山下孝雄大尉
  - 独立歩兵第613大隊：松井政一少佐
  - 独立歩兵第614大隊：早木治文大尉
- 第133師団通信隊：霞堂哲生大尉
- 第133師団工兵隊：高桑利道大尉
- 第133師団輜重隊：砂走孝大尉
- 第133師団兵器勤務隊：横張利春中尉
- 第133師団野戦病院：星野宜士少佐
- 第133師団病馬廠：吉良幸逸大尉
- 第133師団砲兵隊：